# Plan Man
Plan Man (플랜맨?), noto anche come The Plan Man, è un film del 2014 diretto da Seong Si-heub.

## Trama
Han Jung-seok è un bibliotecario che pianifica ogni secondo della propria esistenza. L'incontro con l'estroversa e impulsiva Yoo So-jung, ossia l'esatto suo contrario, rivoluziona tuttavia la sua vita.